# 沃克·施隆多夫
沃克·施隆多夫（德語：Volker Schlöndorff，1939年3月31日—）是一位德國導演，也是德國新浪潮的成員之一，並曾經贏得金棕櫚獎和奥斯卡最佳外语片。

## 作品
- 1979年：《铁皮鼓》
- 1984年：《往事追憶錄》
- 1990年：《使女的故事》[1][2]

## 外部連結
- 沃克·施隆多夫在互联网电影资料库（IMDb）上的資料（英文）
- 沃克·施隆多夫在豆瓣上的资料（简体中文）